# Max Strötzel
Max Strötzel (* 25. Juli 1885 in Markranstädt; † Januar 1945 in der Sowjetunion) war ein deutscher Handwerker (Metallarbeiter) und Politiker (KPD).

## Leben und Wirken
Nachdem Max Strötzel in seiner Jugend das Dreherhandwerk erlernt hatte, arbeitete er als Metallarbeiter in Leipzig. 1906 schloss er sich der Sozialdemokratischen Partei Deutschlands (SPD) an. Während des Ersten Weltkrieges wechselte Strötzel als Gegner der Politik der SPD-Führung, den Krieg durch die Gewährung der sogenannten Kriegskredite im Reichstag zu unterstützen, in die 1917 gegründete Unabhängige Sozialdemokratische Partei Deutschlands (USPD), die sich im Gegensatz zur alten SPD (die nun zeitweise auch als MSPD bezeichnet wurde) gegen die Kredite stellte. Seit 1920 gehörte er der Kommunistischen Partei Deutschlands (KPD) an.
Innerhalb der KPD gehörte Strötzel zunächst der Fischer-Gruppe an, bevor er sich auf die Seite des Thälmann-Flügels stellte. 1921 kam er in den Zentralausschuss seiner Partei. Von 1922 bis 1927 amtierte er als politischer Leiter (Polleiter) des Bezirks Westsachsen. Danach wurde er Polleiter im Bezirk Pommern. Von 1924 bis 1932 gehörte er vier Legislaturperioden lang als Abgeordneter seiner Partei dem Reichstag in Berlin an. Dort vertrat er erst zwei Wahlperioden lang (1924–1928) den Wahlkreis 29 (Leipzig), dann zwei Wahlperioden lang den Wahlkreis 6 (Pommern). Von 1925 bis 1927 war er zudem Kandidat des Zentralkomitees der KPD.
Während der Weimarer Zeit wurde Max Strötzel wiederholt vor Gericht gestellt. Unter anderem wurde gegen ihn Anklage wegen „Verächtlichmachung des Staates und speziell der Polizeiorgane“ erhoben. Als Kommunist nach dem Regierungsantritt der Nationalsozialisten politischer Verfolgung ausgesetzt, ging Strötzel nach 1933 ins Exil in die Sowjetunion, wo er im Juli 1938 vom NKWD verhaftet, im April 1941 aber wieder freigelassen wurde. Im Januar 1945 soll Strötzel in der Sowjetunion gestorben sein.